# Makdonaldizacija
Makdonaldizacija (енгл. McDonaldization) je termin koji je prvi put upotrebio sociolog Džordž Ricer (енгл. George Ritzer) u svojoj knjizi „Makdonaldizacija društva” iz 1993. godine. Pojam definiše kao proces u kome društvo usvaja karakteristike restorana brze hrane. Makdonaldizacija je rekonceptualizacija racionalizacije i naučnog upravljanja, odnosno pomeranje sa tradicionalnih načina mišljenja ka racionalnim. Za razliku od Vebera koji je za opisivanje ovih promena koristio model birokratije, Ricer restoran brze hrane vidi kao boljeg predstavnika savremene paradigme. U savremenoj kulturi, pojam makdonaldizacije dobija sve veću pažnju u mnogim aspektima, između ostalog i u kulturi. Ova teza je relativno nova ideja na planu homogenizacije društva širom sveta. Proces makdonaldizacije može biti sažet i kao put „u kojem principi restorana brze hrane sve više počinju da preovladavaju u mnogim sektorima društva”. Postoje predviđanja da će Ricerov model zbog procesa globalizacije postati dominantan u većini kultura.

## Karakteristike
Ricer je istakao četiri primarne karakteristike makdonaldizacije:
- Efikasnost: оptimalan način za izvršavanje zadatka. U ovom kontekstu Ricer koristi specifično značenje „efikasnosti”. Na primeru mušterija Makdonalds restorana, to je najbrži način da se čovek zasiti. Efikasnost u makdonaldizaciji znači da je svaki aspekt organizacije usmeren ka smanjenju utrošenog vremena[3].
- Merljivost: cilj bi trebalo da bude merljiv (npr. prodaja), a ne subjektivan (npr. ukus). Makdonaldizacija je razvila stav da je kvantitet jednak kvalitetu i da je više proizvoda dostavljenih potrošaču u kratkom vremenskom periodu isto što i jedan proizvod visokog kvaliteta. Ovo omogućava da ljudi kvantifikuju koliko dobijaju u odnosu na to koliko plaćaju. Organizacije žele da ljudi veruju da dobijaju veliku količinu proizvoda za ne tako puno novca. Radnici u ovim organizacijama se procenjuju po osnvou brzine, a ne kvaliteta rada[3].
- Predvidljivost: standardizovanje usluga. Predvidljivost znači da bez obzira u koji Makdonalds restoran potrošači odu, uvek će dobiti istu uslugu i isti proizvod. Ovo se takođe odnosi i na radnike u ovim organizacijama. Njihovi zadaci se ponavljaju, rutinski su i predvidljivi[3].
- Kontrola: jednaki standardi po pitanju zaposlenih, zamena ljudske usluge tehnologijom.

Sa ove četiri komponente industrije brze hrane, strategija koja je racionalna može dovesti do rezultata koji su štetni i iracionalni. Kako se ovi procesi šire na druge delove društva, stvaraju se nove društvene i kulturalne karakteristike modernog društva. Na primer, kada se Makdonalds pojavi u zemlji, potrošački obrasci postaju jednoobrazni i javlja se hibridizacija kulture.

## Iracionalnost racionalnosti
Ricer takođe naglašava iracionalnost racionalnosti kao peti vid makdonaldizacije. „Tačnije, iracionalnost znači da su racionalni sistemi u stvari besmisleni sistemi. Time mislim da osporavaju osnovnu ljudskost i razum ljudi koji rade u sistemu ili mu služe.” (Ricer, 1994:154)
U drugom poglavlju svoje knjige „Makdonaldizacija društva” navodi da birokratija, uprkos prednostima koje nudi, pati od iracionalnosti racionalnosti. Kao i restoran brze hrane, i birokratiju vidi kao dehumanizovano mesto za raditi i služiti, odnosno okolinu u kojoj ljudi ne mogu uvek da se ponašaju kao živa bića.
Dodatni problem iracionalnosti racionalnosti je što može da dovede do nedoslednosti — brza hrana više nije brza, postoje dugi redovi i to ide na račun ukusa.
On dalje dodaje da se izvan dehumanizacije javljaju druge iracionalnosti, uključujući neefikasne birokratske procedure sprečavanja određene pojave ili aktivnosti, kvantifikacija koja je uzročnik lošeg radnog standarda, nepredvidljivost izazvana neznanjem radnika o svojim zaduženjima, i na samom kraju gubitak kontrole zbog drugih nedostataka.

## Demakdonaldizacija
Mnoge korporacije se trude da opovrgnu racionalizaciju makdonaldizacije. Napori se odnose na davanje fokusa kvalitetu umesto kvantitetu, uživanju u nepredvidljivosti usluge i proizvoda i zaposlenju stručnijih radnika, bez spoljne kontrole. U mnogim nacionalnim državama se povećavava broj protesta u cilju usporenja procesa makdonaldizacije i zaštite svojih lokalnih i tradicionalnih vrednosti.
Džordž Ricer u svojoj knjizi „Makdonaldizacija društva” razmatra i daje svoju perspektivu modernog sveta u vidu restorana brze hrane. Negativno mišljenje o atmosferi prouzrokovanoj makdonaldizacijom daje i Hana Arent. Ona naglašava korupciju ljudskog sveta, sa stanovišta racionalnog (kao što je diskutovano u Ricerovoj knjizi). U svom izveštaju o Ajhmanovom suđenju direktno zagovara potrebu uviđanja neophodnosti postupne demakdonaldizacije. Pipa Noris i Ronald Inglhart ispituju stepen makdonaldizacije do kojeg je došlo, u svojoj knjizi „Cosmopolitan Communications: Cultural Diversity in a Globalized World”, pronalazeći kulture koje su otporne na globalizaciju.
Takođe, neke studije lokalnih slučajeva pokazuju kako se racionalan model Makdonalds restorana prilagođava kulturalnim karakteristikama, a rezultat je smanjenje originalnog proizvoda Makdonaldsa. Što se više kompanija prilagođava lokalnim uslovima to više ima izgleda da američki proizvod, možda, može biti izgubljen.

## Primeri
„Džank” novinarstvo, definisano ovde kao trivijalne blagonaklone vesti servirane čitaocima u lako svraljivim porcijama, jedan je od primera makdonaldizacije. Drugi primer mogli bi biti „brzi univerziteti” koji predstavljaju ukalupljen tok studija, isporučujuci diplome po sistemu brzog hoda i izbora za svačiji ukus. Umanjen kvalitet ovih proizvoda može se prikriti dobrom reklamom, koja ih u svakom svom pojavljivanju prikazuje u novom izdanju, zapravo samo prepakovane.

## Odgovor Mаkdonalds restorana
Odgovor Mаkdonaldsa, koji su dali njegovi predstavnici u Ujedinjenom Kraljevstvu, je da Ricer, poput ostalih komentatora, koristi priznati brend i veličinu kompanije kako bi promovisao ideje koje ne moraju imati veze sa poslovanjem te kompanije.

## Mаkdonaldizacija i obrazovanje
Na zapadu se ističe i primer fenomena mаkdonaldizacije primećen u oblasti obrazovanja, gde se sve više vidi porast sličnosti između učionice na zapadu i učionice u ostalim delovima sveta. Slejter tvrdi da veličine učionice, raspored i pedagogija u Peruu poprilično podseća na onu u Americi, sa jasnim primerima zapadne kulture usmerene na efikasnost prenosa sopstvenih vrednosti, u oblasti znanja, na ostale delove sveta. Slejter demonstrira negativne efekte mаkdonaldizacije u obrazovanju, naročito činjenicu da ona ne podstiče istraživanje i kreativnost. Tvrdi da će škole postati manje efikasne u obrazovanju dece, jer neće uspeti da od njih naprave kreativne mislioce.
Takođe, Vong tvrdi da je mаkdonaldizacija u osnovi promenila sistem visokog školstva. Dok su ispiti nekada ocenjivani od strane profesora, svaki test pojedinačno, sada ih uglavnom ocenjuje kompjuter i time i povećava efikasnost profesora. Uz to, obrazovanje studenata se danas vrednuje na osnovu standardizovanog stepenovanja studija, a ne na osnovu uvida u njihov razvoj i dostignuća tokom školovanja. Ricer dalje tvrdi da je mаkdonaldizacija imala veliki efekat na razvoj velikog broja onlajn kurseva (енгл. MOOC). Iako je moguće svaki put kreirati novi onlajn kurs, veća je verovatnoća da će se napraviti osnovna struktura kursa koja će se po potrebi menjati zarad efikasnosti, stvarajući tako element predvidljivosti za studente. Na sve to, uloga profesora je pojednostavljena i zamenjena instrukcijama tehničkih naprava, što ne daje priliku za zajedničku kreativnu uključenost između učenika i profesora u rešavanju problema.